# Grimpar géant
Xiphocolaptes promeropirhynchus
Espèce
Statut de conservation UICN

 LC  : Préoccupation mineure
Le Grimpar géant (Xiphocolaptes promeropirhynchus) est une espèce de passereaux de la famille des Furnariidae (Furnariidés en français).

## Description
Le Grimpar géant mesure environ 30 cm. Le plumage est brun. La tête et la nuque sont couverts d'étroites rayures fauve pâle. Les bords extérieurs de la couverture alaire, le croupion et la queue sont bleu foncé. Le dessous est brun, la gorge blanchâtre. La poitrine et l'abdomen sont également rayés de fauve pâle. Les couvertures sous-alaires bleu foncé et le bas de l'abdomen sont tachetés de noir. Les sexes sont semblables.

## Habitat
Il fréquente les plaines et forêts au pied des montagnes.

## Nidification
Il niche dans des trous d'arbre.

## Répartition et sous-espèces
Selon la classification de référence du Congrès ornithologique international (14.2, 2025) (ordre phylogénique) il se répartit en 23 sous-espèces :
- X. p. omiltemensis Nelson, 1903 — sud-ouest du Mexique ;
- X. p. sclateri  Ridgway, 1890 — est/sud-est du Mexique ;
- X. p. emigrans Sclater & Salvin, 1859 — du sud du Mexique au nord du Nicaragua ;
- X. p. costaricensis  Ridgway, 1889 — cordillère de Talamanca ;
- X. p. panamensis Griscom, 1927 — sud du Panama ;
- X. p. rostratus Todd, 1917 — nord de la Colombie ;
- X. p. sanctaemartae Hellmayr, 1925 — sierra Nevada de Santa Marta ;
- X. p. virgatus Ridgway, 1890 — centre de la Colombie ;
- X. p. macarenae Blake, 1959 — serranía de la Macarena et environs ;
- X. p. promeropithynchus (Lesson, 1840) — Colombie et ouest du Venezuela ;
- X. p. procerus Cabanis & Heine, 1859 — cordillère de la Costa (Venezuela) ;
- X. p. tenebrosus Zimmer & Phelps, 1948 — tepuys orientaux et Guyane ;
- X. p. neblinae Phelps & Phelps Jr, 1955 — pico da Neblina ;
- X. p. crassirostris Taczanowski & von Berlepsch, 1885 — Équateur et nord du Pérou ;
- X. p. compressirostris Taczanowski, 1882 — nord du Pérou ;
- X. p. phaeopygus Berlepsch & Hartert, 1902 — centre du Pérou ;
- X. p. solivagus Bond, 1950 — est du Pérou ;
- X. p. lineatocephalus (Gray, 1847) — sud-est du Pérou et Bolivie ;
- X. p. orenocensis Berlepsch & Hartert, 1902 — nord-ouest de l'Amazonie ;
- X. p. berlepschi Snethlage, 1908 — ouest de l'Amazonie ;
- X. p. paraensis Pinto, 1945 — sud-est de l'Amazonie ;
- X. p. obsoletus Todd, 1917 — nord/est de la Bolivie ;
- X. p. carajaensis Cardoso da Silva, Novaes & Oren, 2002 — à l'est du rio Xingu.